# Kevin van Essen
Kevin van Essen (Naarden, 18 augustus 1989) is een Nederlands voetballer die als middenvelder speelt.
Na de wedstrijd SC Telstar tegen Helmond Sport op 8 mei 2015 werd hij betrapt op het middel furosemide dat op de dopinglijst van het WADA staat. Op 28 december 2015 werd hij daardoor voor twee jaar geschorst. Medio 2016 liep zijn contract bij Telstar af. Medio 2018 ging hij voor NSC Nijkerk in de Hoofdklasse spelen.